# 裕豊囲駅
裕豊囲駅（ゆうほういえき）は、中華人民共和国広東省広州市黄埔区豊楽南路と海員路の交差点に位置する広州地下鉄7号線及び13号線の駅。

## 歴史
- 2017年12月28日：13号線の駅として開業[1]。
- 2023年12月28日：7号線の開業により、乗り換え駅となる[2]。

## 駅構造
両線とも島式ホーム1面2線を有する地下駅。7号線ホームは豊楽南路りの、13号線ホームは海員路りの地下にある。7号線大沙東側には上下線間の片渡り線が設置されている。

### のりば
| 番線                    | 路線     | 行先                   |
| ----------------------- | -------- | ---------------------- |
| 7号線ホーム（地下3階）  |          |                        |
| 1                       | ■ 7号線  | 広州南駅・美的大道方面 |
| 2                       | ■ 7号線  | 燕山方面               |
| 13号線ホーム（地下2階） |          |                        |
| 3                       | ■ 13号線 | 新沙方面               |
| 4                       | ■ 13号線 | 魚珠方面               |

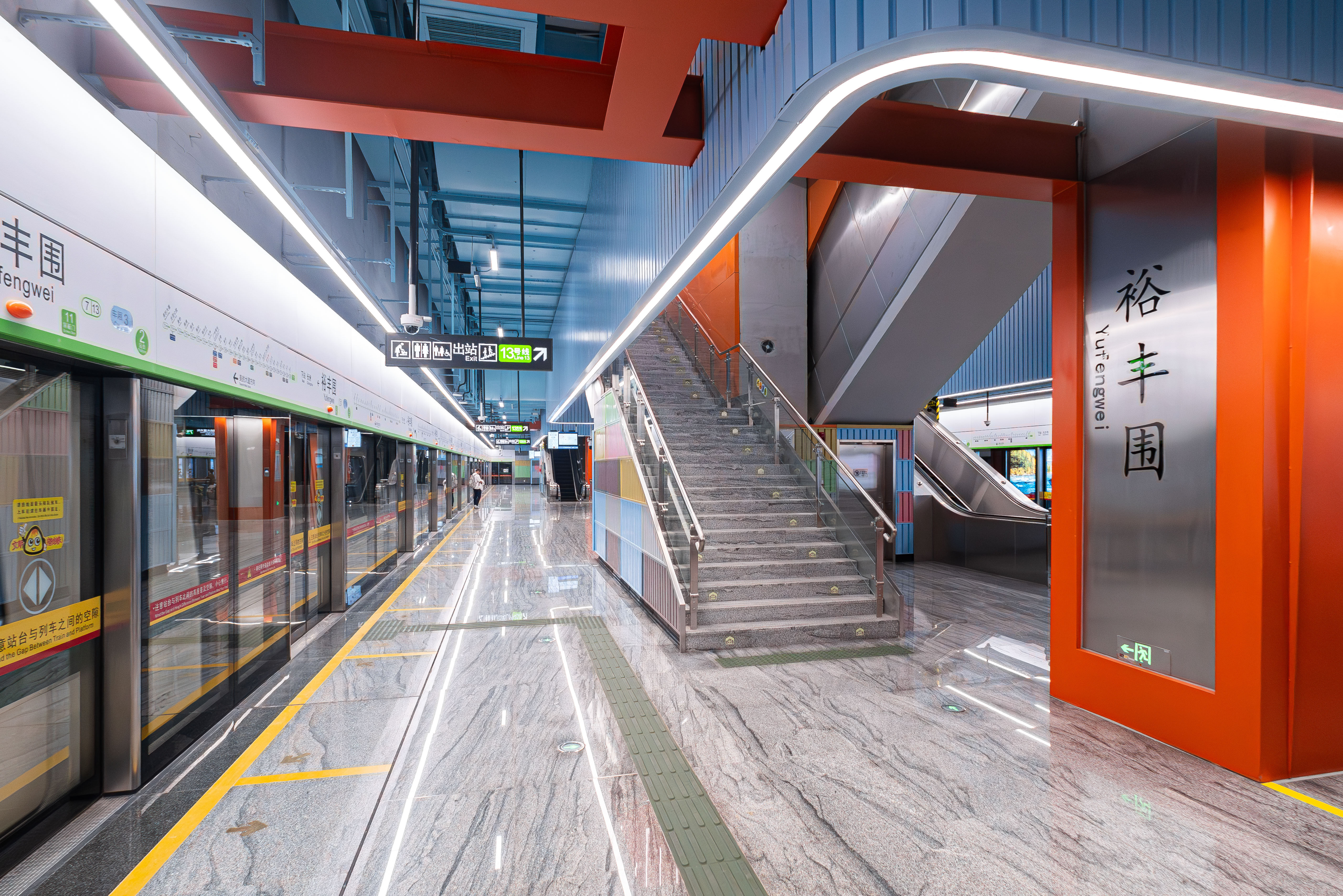
7号線ホーム
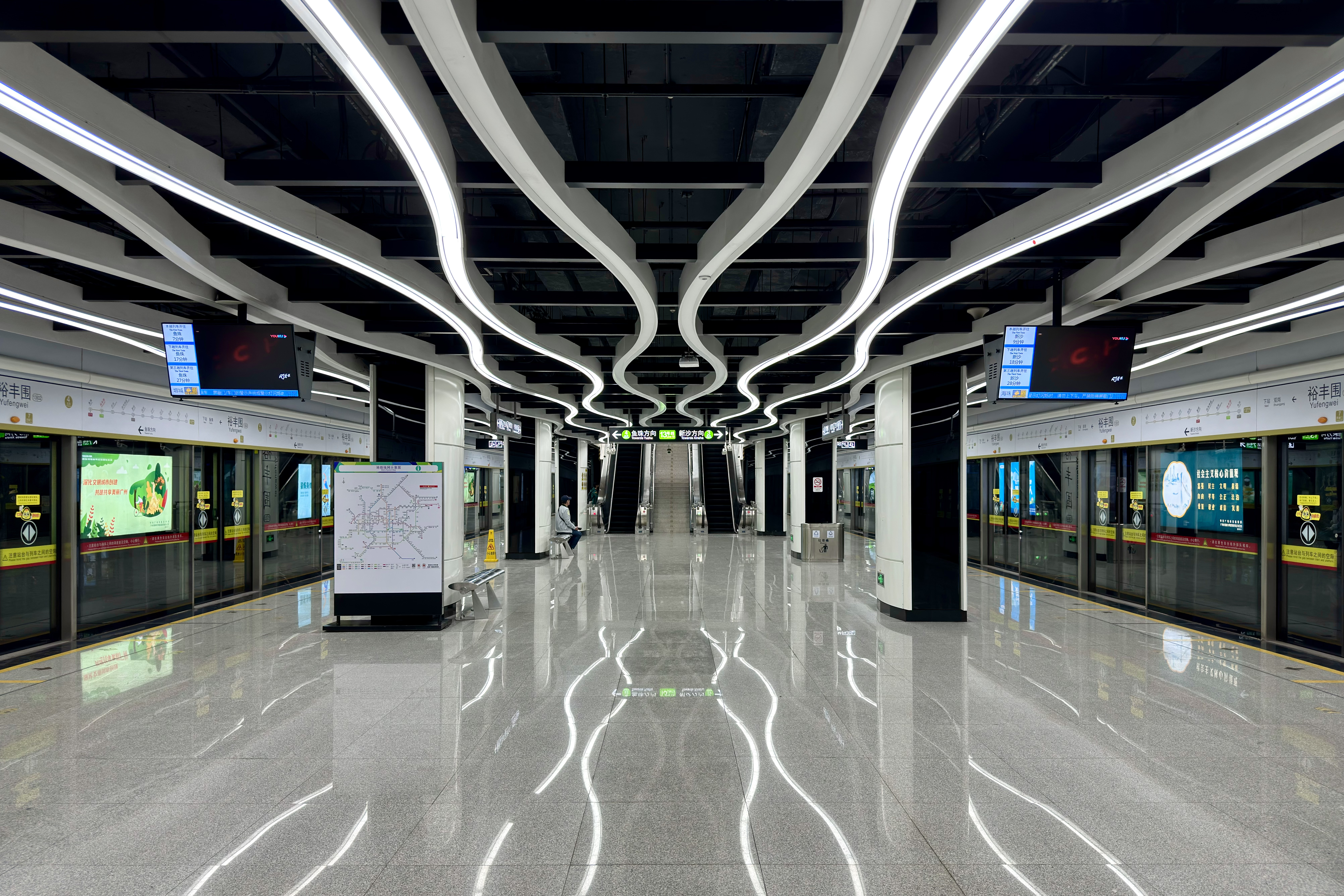
13号線ホーム
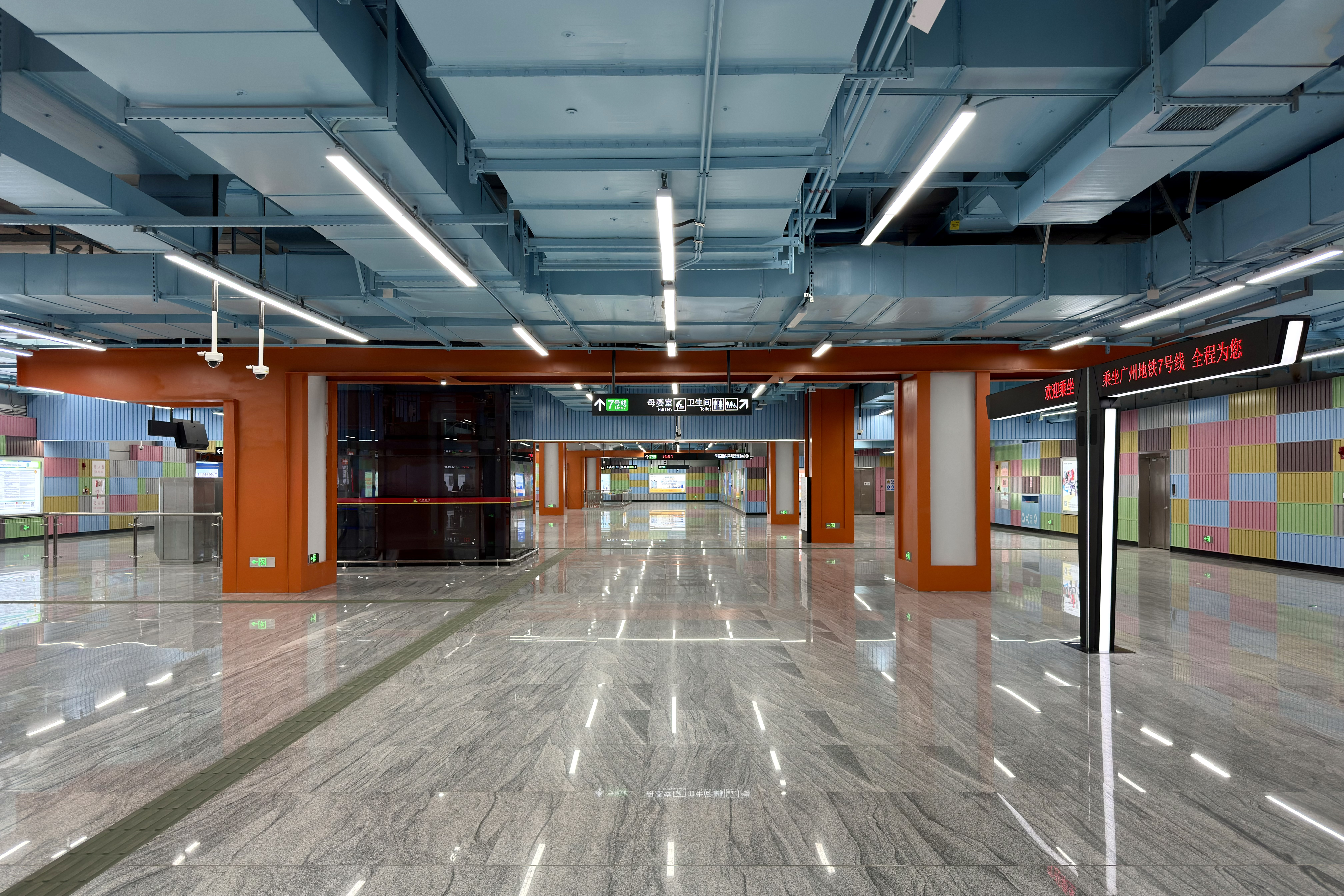
7号線コンコース
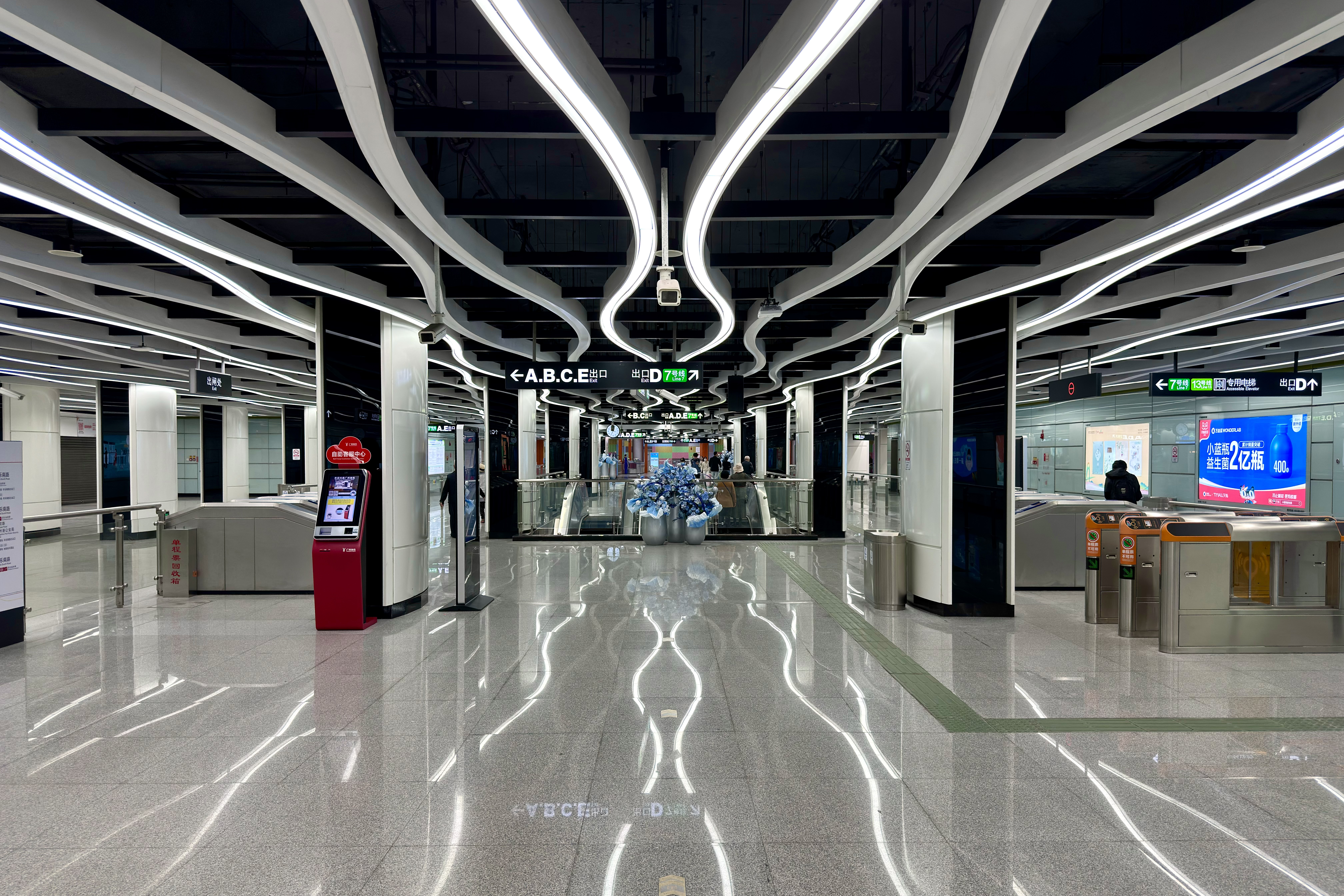
13号線コンコース

## 駅周辺
- 金逸商務ビル
- 金逸雅居
- 広州市黄埔区豊楽初中
- 黄埔花園
- 怡港花園
- 機関村小区
- 黄埔公園
- 悦濤雅苑

## 隣の駅
広州地下鉄
■ 7号線
長洲駅 711 - 洪聖沙駅（事業中） 712 - 裕豊囲駅 713 - 大沙東駅 714
■ 13号線
魚珠駅 1301 - 裕豊囲駅 1302 - 双崗駅 1303